# Mięśnie ramienia
Mięśnie ramienia (łac. musculi brachii) – w anatomii człowieka grupa czterech mięśni, leżących w obrębie kończyny górnej na ramieniu.
Mięśnie te dzielą się na dwie grupy:
- grupę przednią (zginaczy), unerwionych przez nerw mięśniowo-skórny:
  - mięsień kruczo-ramienny (musculus coracobrachialis)
  - mięsień dwugłowy ramienia (musculus biceps brachii)
  - mięsień ramienny (musculus brachialis)
- grupę tylną (prostowników), unerwionych przez nerw promieniowy:
  - mięsień trójgłowy ramienia (musculus triceps brachii)[1][2]

Do grupy tylnej mięśni ramienia bywa też zaliczany mięsień łokciowy, w innych ujęciach zaliczany do mięśni przedramienia.